# Sayella fusca
Sayella fusca är en snäckart som först beskrevs av C. B. Adams 1839.  Sayella fusca ingår i släktet Sayella och familjen Pyramidellidae. Inga underarter finns listade i Catalogue of Life.